# India Open 1985
Die India Open 1985, mit vollem Namen Indira Gandhi Badminton Grand Prix, fanden vom 18. bis zum 22. September 1985 in Neu-Delhi statt.

## Finalergebnisse
| Disziplin    | Sieger                        | Finalist                     | Ergebnis           |
| ------------ | ----------------------------- | ---------------------------- | ------------------ |
| Herreneinzel | Steve Baddeley                | Park Joo-bong                | 18-17, 15-2        |
| Dameneinzel  | Helen Troke                   | Kirsten Larsen               | 11-8, 11-8         |
| Herrendoppel | Park Joo-bong Kim Moon-soo    | Steve Baddeley Nick Yates    | 15-3, 15-5         |
| Damendoppel  | Hwang Sun-ai Kang Haeng-suk   | Gillian Clark Gillian Gowers | 15-7, 15-12        |
| Mixed        | Steve Baddeley Gillian Gowers | Kim Moon-soo Kang Haeng-suk  | 11-15, 15-9, 15-12 |